# 1799 в Україні

## Особи

### Народились
- 3 березня, Бразоль Євген Григорович (1799—1879) — Полтавський губернський предводитель дворянства (1844—1847).
- 21 березня, Францішек Ковальський (1799—1862) — польський письменник, архівіст.
- 18 квітня, Тимон Заборовський (1799—1838) — польський письменник.
- 24 квітня, Бєлоусов Микола Григорович (1799—1854) — професор Ніжинської гімназії вищих наук, дійсний статський радник.
- 17 травня, Олександр (Павлович) (1799—1874) — єпископ Російської православної церкви, єпископ Полтавський та Переяславський.
- 19 травня, Ігельстром Костянтин Густавович (1799—1851) — член таємного Товариства військових друзів у Росії, капітан Литовського пионерного (саперного) батальйону.
- 18 вересня, Вацлав Залеський (1799—1849) — львівський етнограф, поет, драматург, театральний критик, політик.
- 29 вересня, Фундуклей Іван Іванович (1799—1880) — російський політичний та громадський діяч, київський цивільний губернатор (1839—1852).
- 12 листопада, Мечислав (Михаїл) Потоцький (1799—1878) — польський шляхтич гербу Пилява, військовий і державний діяч Речі Посполитої.
- Бабович Бабакай Соломонович (1799—1882) — II-й Таврійський і Одеський караїмський гахам, громадський діяч, філантроп і меценат. Потомствений почесний громадянин Євпаторії.
- Їжак Микита (1799—1869) — український церковно-культурний діяч, священик, декан Бродівського деканату УГКЦ (1836—1850), крилошанин.
- Теодор Максимович (1799—1881) — церковний діяч на Буковині, священик УГКЦ, довголітній парох у Чернівцях і декан Буковинський (1833—1881).
- Писаревська Марта (1799—1874) — перша і найстарша з українських письменниць ХІХ століття.
- Самчевський Осип Антонович (1799—1887) — педагог, викладач Чернігівської Духовної Семінарії й інспектор Новгород-Сіверської Гімназії, автор спогадів.
- Туманський Федір Антонович (1799—1853) — російський дипломат, поет-любитель.
- Антоній (Шокотов) (1799—1871) — український та молдовський релігійний діяч, випускник Харківського колегіуму, викладач Київської духовної академії, ректор Полтавської духовної семінарії. Один із останніх українців — діячів синодального московського православ'я.

### Померли
- 12 січня, Іларіон Кондратковський (1740—1799) — єпископ Відомства православного сповідання Російської імперії, єпископ Новгород-Сіверський і Глухівський.
- 24 березня, Захар'їн Петро Михайлович (1744—1799) — російський письменник, поет.
- 2 вересня, Ієрофей (Малицький) (1727—1799) — церковний діяч, вчений і проповідник. Митрополит Київський (1796—1799).
- Пастелій Іван (1741—1799) — педагог, історик, літератор і громадський діяч.
- Худорба Архип Михайлович (1748/1750 — 1799) — член Новгород-Сіверського патріотичного гуртка, козацький старшина, історик.

## Засновані, створені
- Волинська єпархія УПЦ (МП)
- Харківська єпархія УПЦ (МП)
- Городницький порцеляновий завод
- Луганський чавуноливарний завод
- Амбарне
- Бобрик Другий (Подільський район)
- Гать (Луцький район)
- Гороб'ївка
- Дмитрівське (Пологівський район)
- Довгеньке (Вільхуватська сільська громада)
- Заводівка (Березівський район)
- Івашкине
- Кам'яно-Хутірське
- Лиманівка (Берестинський район)
- Лобанівка (Куп'янський район)
- Мала Комишуваха
- Мединівка
- Миколаївка (Вільхуватська сільська громада)
- Молотківці
- Одрадне (Шевченківська селищна громада)
- Оздів
- Основинці
- Педашка Перша
- Чернещина (Богодухівський район)